# Heterothrips azaleae
Heterothrips azaleae är en insektsart som beskrevs av Ian A. Hood 1916. Heterothrips azaleae ingår i släktet Heterothrips och familjen Heterothripidae. Inga underarter finns listade i Catalogue of Life.